# Ottawa Fury (Frauenfußball)
Die Frauenfußballmannschaft des kanadischen Fußballfranchise Ottawa Fury FC trat zwischen 2000 und 2014 in der USL W-League an. Sie gewann dort in der  Spielzeit 2012 den Meistertitel. Nach der Gründung eines Franchises für Männerfußball wurde die Mannschaft teilweise inoffiziell als Ottawa Fury Women bezeichnet.

## Geschichte
Das Franchise wurde zur Aufnahme des Spielbetriebs in der USL W-League gegründet und nahm dort ab 2000 teil. In der Spielzeit 2003 erreichte die Mannschaft als Zweiter hinter den Boston Renegades in der Northern Division der Eastern Conference erstmals die Play-Off-Spiele, wo sie zwar im Conference-Finale gegen die New Jersey Lady Stallions den Titel holte, aber in den folgenden Play-Off-Spielen nach einer 0:3-Niederlage gegen die Chicago Cobras das Endspiel verpasste. Ohne Niederlage mit 13 Siegen aus 14 Spielen war die Mannschaft als bestes Franchise direkt für das Meisterschaftshalbfinale qualifiziert, scheiterte dort jedoch mit der einzigen Saisonniederlage an den New Jersey Wildcats. In der Spielzeit 2005 wurde der Erfolg in der Conference wiederholt und nach einem 2:1-Sieg über die Vancouver Whitecaps das Meisterschaftsendspiel erreicht. Dort verursachten erneut die New Jersey Wildcats die einzige Saisonniederlage. Zwar gelang in der Spielzeit 2006 wie in den beiden Vorjahren die Meisterschaft in der Division, dieses Mal musste Ottawa Fury jedoch in die Conference-Play-Offs. Nach Erfolgen über Toronto Lady Lynx und die Western Mass Lady Pioneers kam es dort zum Endspiel gegen die New Jersey Wildcats, mit einem 3:2-Erfolg holte Ottawa den Titel der Eastern Conference. Ein 2:1-Semifinalerfolg über die Charlotte Lady Eagles bedeutete den zweiten Finaleinzug in Folge, nach einer 0:3-Niederlage gegen die Vancouver Whitecaps reichte es jedoch erneut nur zur Vizemeisterschaft.
In den folgenden Jahren gewann Ottawa Fury regelmäßig die Divisionsmeisterschaft, aber nur 2009 gelang der Titel in der Conference ohne jedoch danach das Meisterschaftsendspiel zu erreichen. Erst in der Saison 2011 gelang nach einem verlustpunktfreien Divisionsmeisterschaftsgewinn nach Erfolgen über Toronto Lady Lynx (4:0) und Quebec City Amiral SC (6:1) die Conference-Meisterschaft sowie Sound FC (3:2) der erneute Finaleinzug, die Atlanta Silverbacks setzten sich dort mit einem 6:1-Erfolg deutlich durch. Nach drei Vizemeisterschaften holte die Mannschaft in der folgenden Saison den Titel. Erneut direkt für die Meisterrunde gesetzt, gewann sie dort gegen D.C. United Women mit 1:0 da Semifinalspiel und setzte sich anschließend gegen Pali Blues durch. Dabei hatte Ashley Seal in der Nachspielzeit die Führung von Nikki Washington aus der zweiten Spielminute ausgeglichen, im Elfmeterschießen gelang der Titelgewinn. In der Spielzeit 2014 gewann Ottawa Fury nochmals die Conference-Play-Offs, in der anschließenden Meisterschaftsrunde kam gegen die Reservemannschaft von Washington Spirit im Elfmeterschießen das Aus. 
Im Dezember 2014 zog der Besitzer John Pugh die Mannschaft vom Spielbetrieb zurück, um sich auf die Männermannschaft des Franchises konzentrieren zu können, die 2014 in der North American Soccer League den Spielbetrieb aufgenommen hatte.